# مرکز آموزش شهید وطن‌پور اصفهان
مرکز آموزش هوانیروز شهید وطن‌پور اصفهان(IRIAATC) به انگلیسی (Islamic Republic of Iran Army Aviation Training Center) یک شهرک پادگانی در شهر اصفهان با محوریت آموزش کادر رسمی خلبان و مهندس پرواز بالگردهای هوانیروز می‌باشد.
در مقاطع مختلفی از سال این مرکز بنا به درخواست ستاد کل نیروهای مسلح پذیرایی فراگیران خلبانی و مهندسی سایر نیروهای مسلح داخلی و خارجی نیز خواهد بود.

### تجهیزات آموزشی
این مرکز مجهز به وسایل آموزشی مدرن از قبیل شبیه‌سازهای پروازی روز و شب و انواع بالگردهای مورد استفاده هوانیروز جهت آموزش فراگیران بوده و در این زمینه دارای ظرفیت قابل قبولی در سطح منطقه می‌باشد.

### انواع بالگردهای مورد استفاده
بالگردهای مورد استفاده این مرکز از نوع آگوستا بل ۲۰۵، آگوستا بل ۲۰۶، بل ۲۱۴، کبرا و شینوک می‌باشد که دانشجویان پس از گذراندن دوره‌های تخصصی و فشرده زبان و دوره زمینی مجوز پرواز آموزشی با بالگردهای مذکور را دارند.